# Rico Steinmann
Rico Steinmann est un footballeur allemand né le 26 décembre 1967 à Chemnitz.

## Carrière
- 1985-1990 : FC Karl-Marx-Stadt
- 1991-1997 : 1. FC Cologne
- 1997-2000 : FC Twente [2]

## Palmarès
- Vice-champion de RDA : 1990